# Savana e boscaglie della scarpata angolana
La savana e boscaglie della scarpata angolana è un'ecoregione dell'ecozona afrotropicale, definita dal WWF (codice ecoregione: AT1002), che occupa la Grande Scarpata che separa l'altopiano centrafricano dalla costa dell'oceano Atlantico).

## Territorio
È un'ecoregione di prateria di montagna che occupa 74.400 km² lungo la stretta fascia di terra che va dalla costa atlantica fino alla sommità della Grande Scarpata, a più di 1000 m di altitudine, tra i 6 e i 12° S. Confina a nord con le mangrovie dell'Africa centrale, a nord-est con il mosaico di foresta e savana del bacino occidentale del Congo, a nord-ovest con l'oceano Atlantico, a sud, sud-est e sud-ovest con i boschi di miombo angolani e a sud-est anche con il mosaico montano di foreste-praterie dell'Angola. Il clima è tropicale, con piogge estive.

## Flora

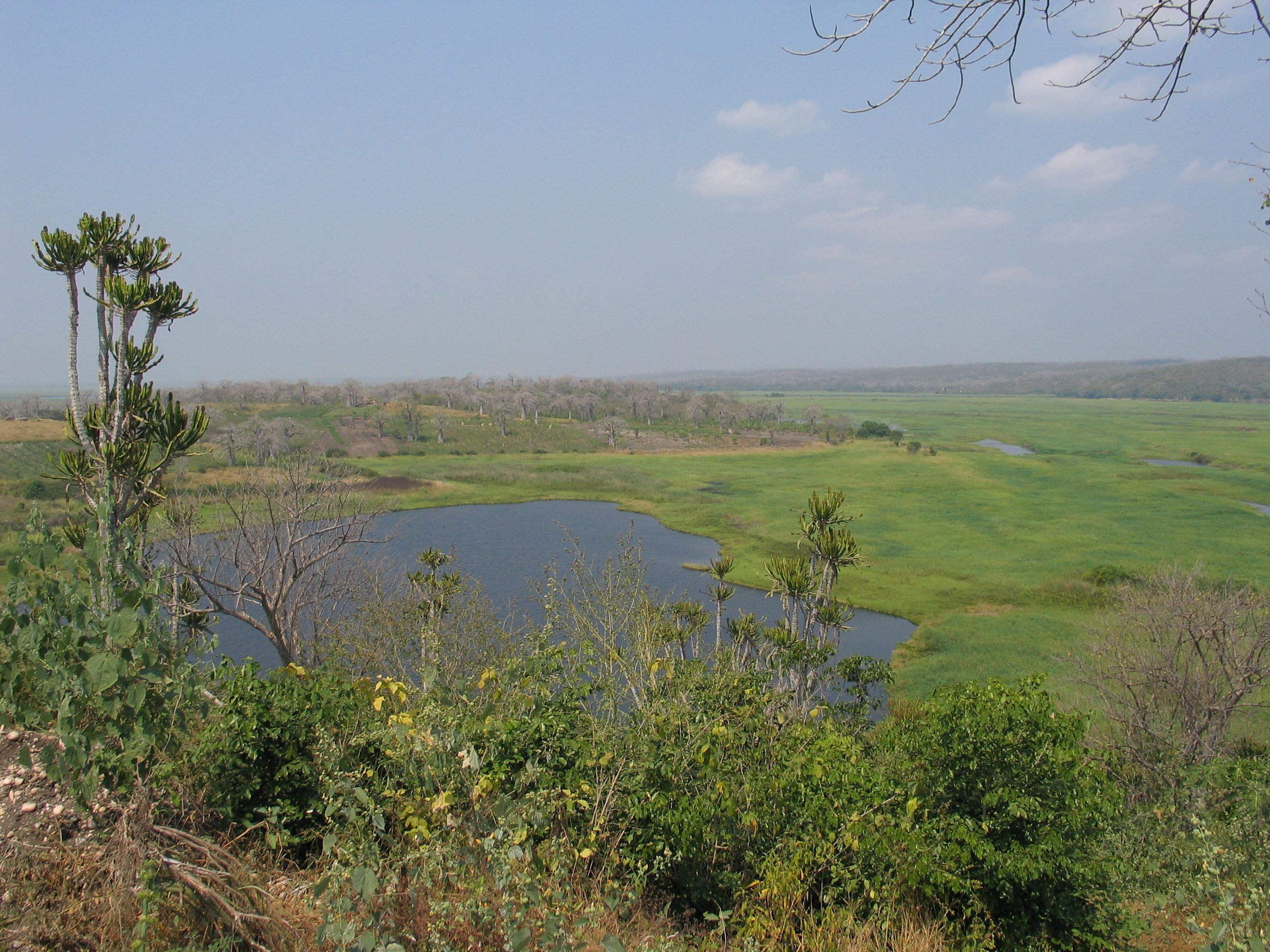
Vegetazione nella provincia del Bengo

Questa ecoregione presenta un paesaggio piuttosto vario e a seconda del tipo di habitat può essere suddivisa in tre zone. A nord del fiume Cuanza vi è una foresta di alti alberi circondata da alte erbe, con aree ricoperte da mangrovie e paludi lungo le sponde dei fiumi, specialmente in prossimità degli estuari. Ad altitudini maggiori, sul versante occidentale della Grande Scarpata vi sono chiazze di foresta nebulosa, che ospitano una grande varietà di piante e animali endemici. Infine, lungo la fascia costiera e i versanti più bassi della Grande Scarpata a sud del Cuanza vi sono boscaglie secche e savane alberate.

## Fauna
In passato le foreste erano la dimora di una gran varietà di mammiferi, quali l'elefante di foresta, il leone e il ghepardo, ma la caccia incontrollata ha portato alla loro scomparsa. Tra i mammiferi ancora presenti figurano il cefalofo dal dorso giallo (Cephalophus silvicultor), il cefalofo dalla fronte nera (Cephalophus nigrifrons), il cefalofo azzurro (Philantomba monticola) e specie più piccole quali il pangolino arboricolo (Phataginus tricuspis), l'anomaluro di Beecroft e lo scoiattolo gigante di foresta. Durante la stagione secca gli animali si spostano verso le più umide zone a monte. Tra i grandi mammiferi, diffusi specialmente nelle praterie più aride sottostanti piuttosto che nelle foreste che si sviluppano sui crinali, vi sono l'antilope roana (Hippotragus equinus), il bufalo di foresta (Syncerus caffer nanus), l'elefante di savana (Loxodonta africana), la redunca comune (Redunca arundinum), il tragelafo striato (Tragelaphus scriptus) e l'eland comune (Taurotragus oryx).
Tra le specie endemiche di uccelli presenti lungo questa costa vi sono il francolino strigrigie (Pternistis griseostriatus), il turaco crestarossa (Tauraco erythrolophus), l'averla piumata di Gabela (Prionops gabela), l'occhiocarniccio frontebianca (Platysteira albifrons), il pigliamosche ardesia d'Angola (Melaenornis brunneus), l'akalat di Gabela (Sheppardia gabela), il tordo delle grotte d'Angola (Cossipha ansorgei), il beccolungo di Pulitzer (Macrosphenus pulitzeri), il vescovo dorsodorato (Euplectes aureus), l'averla di macchia di Braun (Laniarius brauni), l'averla di macchia di Gabela (Laniarius amboimensis), l'averla di macchia di Monteiro (Malaconotus monteiri), diffusa anche nel Camerun, il bulverde collogiallo (Chlorocichla falkensteini) e la camarottera di Hartert (Camaroptera harterti).
La striscia costiera è la dimora anche di due rettili endemici, un geco (Hemidactylus bayonii) ed un anfisbenide (Monopeltis luandae), e di quattro rane endemiche (Hyperolius nasutus, Leptopelis jordani, Leptopelis marginatus e Amnirana parkeriana).

## Conservazione
L'ecoregione è situata in una zona dell'Angola particolarmente popolata, e agricoltura, industria del legname e caccia incontrollata hanno influito negativamente sugli habitat forestali e sui grandi mammiferi, ormai divenuti molto rari. Fino agli anni settanta, l'area ricoperta da foresta nebulosa della Grande Scarpata veniva utilizzata per la coltivazione del caffè: per coltivare questa pianta gli agricoltori spogliavano il sottobosco, ma durante la guerra civile la coltivazione è cessata e il sottobosco si è rinnovato. L'area più arida nel sud dell'ecoregione non è molto popolata ed è ancora ricoperta da praterie. Alcuni grandi mammiferi sono protetti all'interno del parco nazionale di Quiçama (o Kissama), situato lungo la costa nei pressi del fiume Cuanza, ma in generale quest'area è stata pesantemente danneggiata dalla guerra civile ed è tuttora poco studiata o non protetta. Nell'ecoregione è situata la capitale dell'Angola, Luanda, una città che attualmente ospita più di 3,5 milioni di abitanti.